# دانيال مازيا
كان دانيال مازيا (18 ديسمبر 1912-9 يونيو 1996) عالمًا في الأحياء الخلوية أمريكيًا، اشتهر بأبحاثه التي عزلت هياكل الخلايا المسؤولة عن الانقسام الفتيلي. كان بحثه بوابة للعديد من الاكتشافات اللاحقة حول دورة الخلية وانقسام الخلية والعديد من المجالات الأخرى في علم الأحياء الخلوي.

## سيرة ذاتية
نشأت مازيا في سكرانتون، بنسلفانيا، في عائلة يهودية روسية. حصل على بكالوريوس عام 1933 ودكتوراه في عام 1937 من جامعة بنسلفانيا. في 1937-1938، كان زميلًا في المجلس القومي للبحوث في جامعة برينستون وفي المختبر الأحياء البحرية في وودز هول، ماساتشوستس. هنا، عمل مع قنافذ البحر التي كانت الكائن الحي الذي ركز عليه في بحث الدكتوراه. ثم التحق بكلية علم الحيوان بجامعة ميسوري، حيث درس من عام 1938 إلى عام 1950. خلال الأشهر القليلة الأولى من عمله هناك، خدم في جيش الولايات المتحدة طوال الحرب العالمية الثانية. في عام 1938، تزوج من جيرترود جرينبلات وأنجب منها طفلان، جوديث وريبيكا.
من عام 1951 حتى تقاعده في عام 1979، كان أستاذًا في جامعة كاليفورنيا، بيركلي، حيث قام بتدريس علوم الأحياء الكيميائية الفيزيائية لمعظم فترة عمله كأستاذ في جامعة بيركلي. بسبب بحثه العميق في وودز هول، غمر العديد من طلاب الدراسات العليا وكذلك طلاب ما بعد الدكتوراه مختبره في كاليفورنيا.
بعد تركه بيركلي حتى وفاته في عام 1996، كان مازيا أستاذا فخريا في جامعة ستانفورد. وتوفي بسبب قصور في القلب ومضاعفات مرض السرطان.

## بحث

### عزل الجهاز المغزلي
ركز بحث مازيا بشكل أساسي على عمليات الانقسام الفتيلي، وكان أول من عزل جهاز المغزل من خلية تخضع لانقسام الخلية. أُجري هذا البحث بالاشتراك مع كاتسوما دان، حيث أكملوا أول عزل ناجح لجهاز مغزلي من بيض قنفذ البحر. كان هذا اكتشافًا صدم مجتمع علم الأحياء الخلوي. أنهى هذا الاكتشاف الشك في شكل الجهاز، كما فتح مجموعة متنوعة من الأسئلة الجديدة حول تركيبة الجهاز، وكيف تم التحكم في ظهور واختفاء الهيكل. لم يفقد أبدًا الاهتمام بالجهاز، واستمر في البحث عنه طوال حياته المهنية.

### أبحاث أخرى
عملت أبحاث الدكتوراه التي أجراها مازيا بشكل أساسي مع قنافذ البحر، وركزت على أيونات الكالسيوم المشاركة في تنظيم الخلية. قدم العديد من الأفكار حول الكالسيوم الحر أثناء الإخصاب، والتي ربطت بين فكرة أن إعادة توزيع أيونات الكالسيوم يساعد على تنشيط البويضة لتكوين النسل.
عندما ذهب للعمل مع جامعة ميسوري، ركز بحثه على بنية النواة.
بعد تقاعده من بيركلي، ذهب للعمل في جامعة ستانفورد في محطة هوبكنز البحرية، حيث بحث في بنية وتكرار المُعقّد المركزي واقترح أفكارًا حول كيفية عمله كمنظم لهيكل الخلية.
ركزت بعض الأبحاث الأخرى على نظرية الخلية التي خلص فيها إلى أن الخلية حقيقية النواة هي وحدة كاملة يحتوي فيها الهيكل على الاحتياجات الأساسية للمعيشة كأي وحدة.

## الإنجازات
كان مازيا عضوًا في الأكاديمية الوطنية للعلوم وزميلًا في الأكاديمية الأمريكية للفنون والعلوم. حصل على ميدالية إي بي ويلسون في عام 1981 لمساهماته في علم الأحياء الخلوي جنبًا إلى جنب مع جورج بالاد وكيث بورتر.

## اقتباس
مقتطفات من خطاب دانيال مزايا، كانون الثاني (يناير) 1996 (مصدر اقتباس)